# Science and Technology of Advanced Materials
Science and Technology of Advanced Materials — научный журнал, публикующий статьи по материаловедению. Издаётся с 2000 года, в открытом доступе; с 2014 все статьи публикуются с Creative Commons лицензией (CC BY). Публикация подготавливается двумя организациями: National Institute for Materials Science (NIMS, Япония) и Swiss Federal Laboratories for Materials Science and Technology (Empa, Швейцария), и осуществляется через Taylor & Francis в Англии. Ранее журнал публиковали Институт физики (2008–2015) и Elsevier (2000–2008). 
Статьи индексируются в Astrophysics Data System, Chemical Abstracts Service,  Inspec, PubMed, Science Citation Index, Scopus и Web of Science.
Импакт-фактор — 6.9 (2024). 